# Gold Coast
Gold Coast este un oraș turistic situat pe coasta de sud-est a statului federal Queensland Australia.  Orașul a luat naștere în urmă cu 60 de ani (1958) prin unificarea satelor din regiune, în prezent are o populație de 469.214 de locuitori fiind al doilea oraș ca mărime din Queensland și al șaselea oraș din Australia. Regiunea are o climă subtropicală cu ștranduri întinse pe malul Oceanului Pacific, asemănător coastelor Floridei.

## Personalități născute aici
- Olivia Gadecki (n. 2002), jucătoare de tenis.

## Galerie

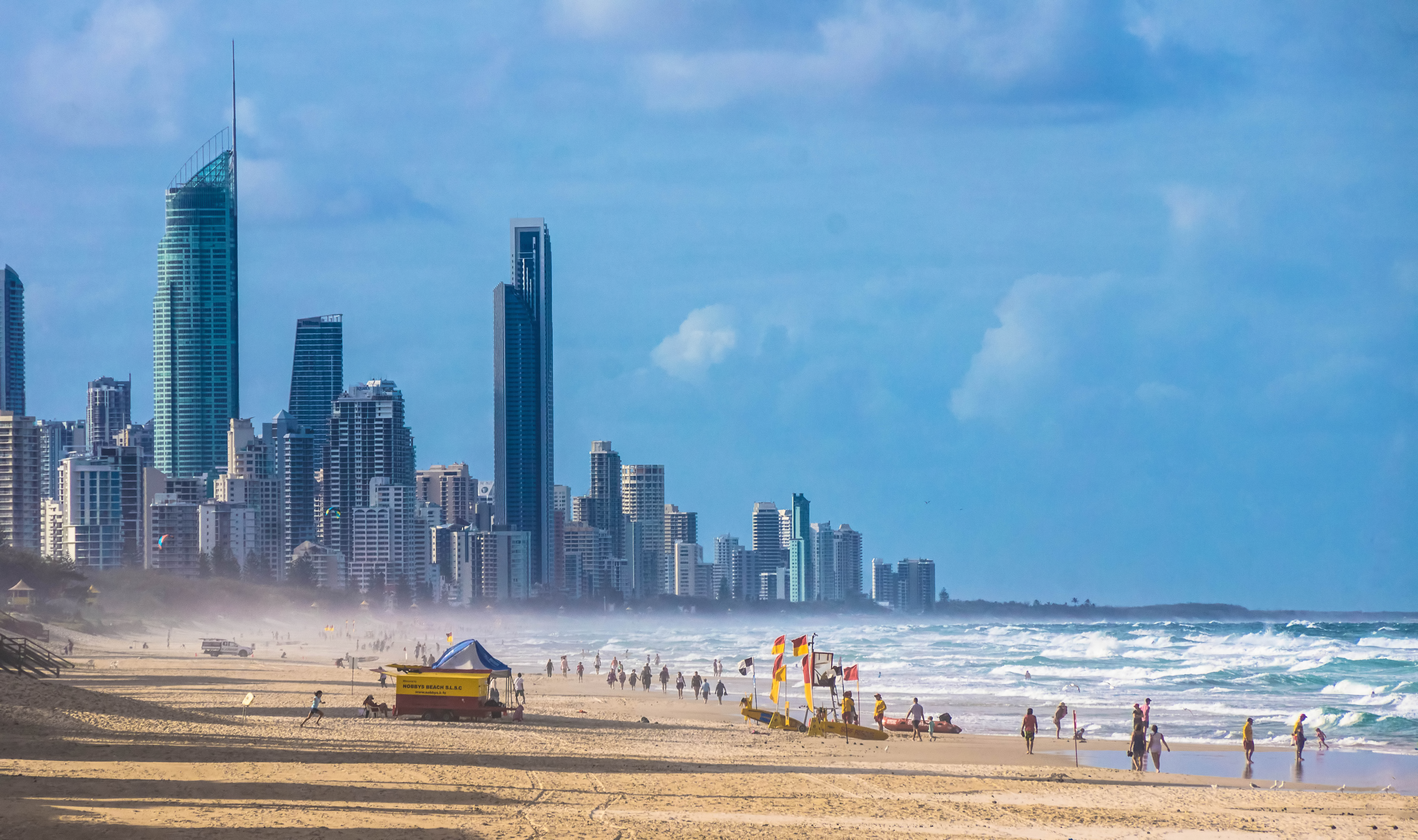
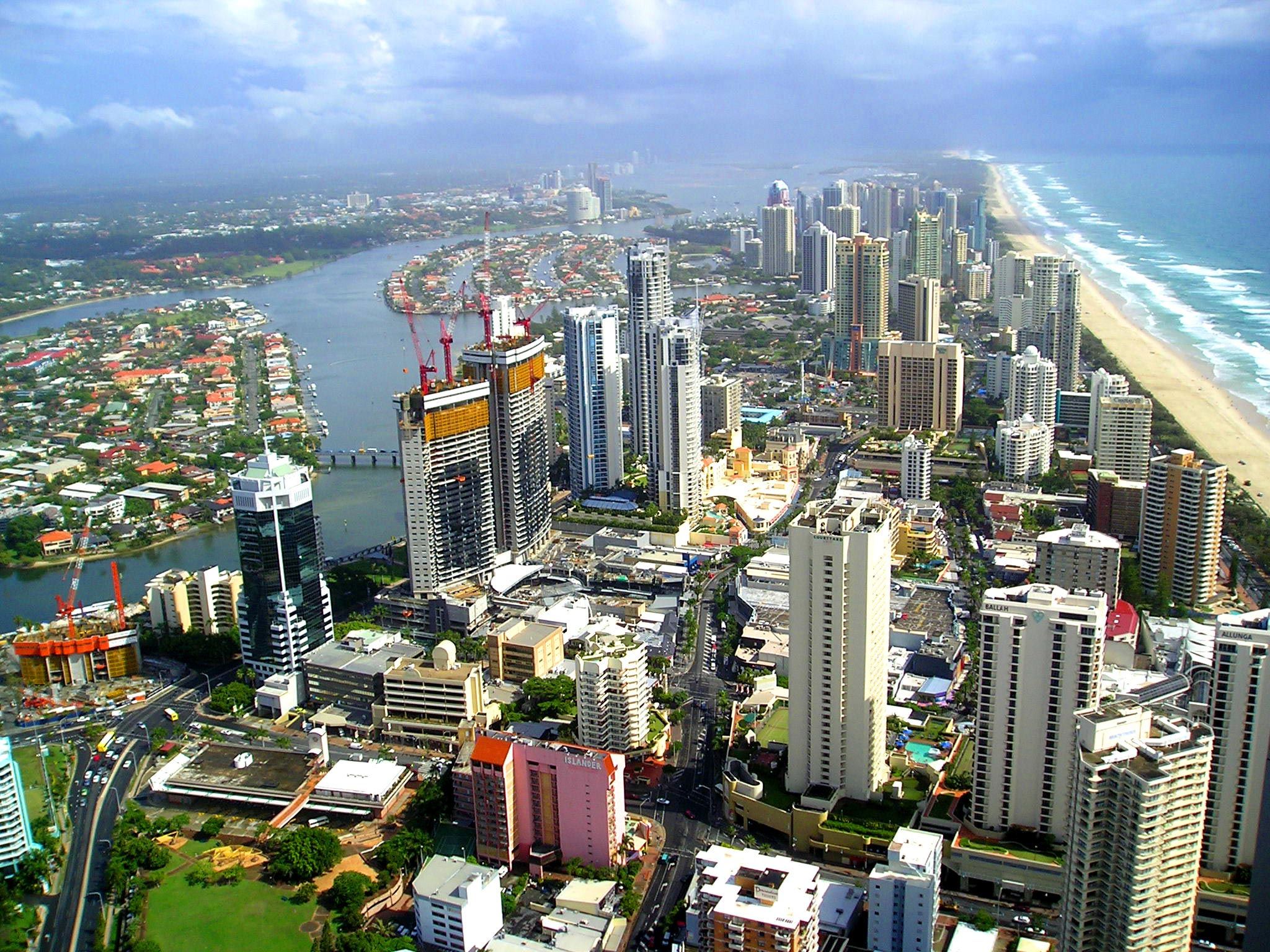

Coordonate: 28° 01' S, 153° 24' O